# Hydrobaenus anteilis
Hydrobaenus anteilis är en tvåvingeart som först beskrevs av Roback 1957.  Hydrobaenus anteilis ingår i släktet Hydrobaenus och familjen fjädermyggor.
Artens utbredningsområde är Utah. Inga underarter finns listade i Catalogue of Life.